# ادیت رنفرو اسمیت
ادیت رِنفرو اسمیت (انگلیسی: Edith Renfrow Smith؛ زادهٔ ۱۴ ژوئیهٔ ۱۹۱۴) زن ابرصدساله اهل ایالات متحده آمریکا است. وی نخستین زن سیاه‌پوست آمریکا بود که از کالج گرینل در شهر گرینل آیووا فارغ‌التحصیل شد. او نوهٔ دو برده است. در سن ۱۰۸ سالگی، در مطالعه ای توسط دانشگاه نورث‌وسترن وی را به دلیل حافظه قوی و طول عمر زایدش، به عنوان «اَبَرپیر» (SuperAger) نامیدند. در سال ۲۰۱۹، در سن ۱۰۵ سالگی، مدرک افتخاری از کالج گرینل دریافت کرد. در سال ۲۰۲۲، کالج گرینل اعلام کرد که یک خوابگاه جدید را به افتخار او نامگذاری خواهد کرد. «رنفرو هال» در پاییز ۲۰۲۴ افتتاح شد. تا آوریل ۲۰۲۳، ادیت همچنان ساکن شهر شیکاگو بوده است.

## اوایل زندگی و سابقهٔ خانوادگی
ادیت رنفرو متولد ۱۴ ژوئیه ۱۹۱۴ است و پنجمین فرزند از شش فرزند خانواده است. مادرش اوا کریگ و پدرش لی آگوستوس رنفرو نام داشتند. خانواده رنفرو یکی از معدود خانواده‌های سیاهپوست در شهرک گرینل، یک شهر کوچک روستایی در مرکز آیووا بودند. هر دو پدربزرگ و مادربزرگ مادری و پدری‌اش برده بودند و در دوران برده‌داری به دنیا آمدند. پدر لی، پری رنفرو، در کارولینای شمالی و برده به دنیا آمد. مادر پری، الیا اندرسون (که گاهی آلیس نامیده می‌شد)، در گامبیا به دنیا آمده بود و به عنوان برده به قاره آمریکا آورده شد.

### خواهران و برادران
بزرگ‌ترین خواهر او «هلن رنفرو لِـمِی» (۱۹۰۴–۱۹۶۸) یک معلم مشهور و مدافع حقوق مدنی و سیاسی در شهر آیووا سیتی بود. امروزه «مدرسه ابتدایی هلن لِـمِی» در آیووا سیتی به افتخار او نامگذاری شده است. او همچنین در میان کسانی است که در تالار مشاهیر فارغ التحصیلان دبیرستان گرینل فهرست شده است.

آلیس رنفرو (۱۹۰۶–۱۹۹۷) به دانشگاه همپتون رفت و در کتابخانه کنگره به کار مشغول شد.
رودولف رنفرو (۱۹۰۷–۱۹۷۲) ایرادکننده سخنرانی فارغ‌التحصیلی در دانشکدهٔ همپتون بود (که معمولاً توسط شاگرد اول‌ها انجام می‌شود) و در دهه ۱۹۳۰ بخشی از «ائتلاف سیاهپوستان نیو نیگرو» در واشینگتن، دی.سی. بود.
اوانل رنفرو (۱۹۰۸–۱۹۹۴) مدرک لیسانس و فوق لیسانس تغذیه را از دانشگاه آیووا دریافت کرد. او استاد دانشگاه ایالتی ساوانا شد.
جوانترین برادر، پل رنفرو (۱۹۱۶–۱۹۷۴)، در طول جنگ جهانی دوم در نیروی زمینی ایالات متحده آمریکا خدمت کرد و بخشی از رویداد پیاده‌سازی در نرماندی بود و قبل از ترخیص به درجه گروهبان ارشد رسید. او به مدرسه بینایی‌سنجی رفت و مطب بینایی‌سنجی‌اش در واشینگتن، دی.سی. بود.

## تحصیل
تحصیل در خانواده رنفرو اولویت بود و همه بچه‌ها به دانشگاه رفتند و بعداً شغل خوبی پیدا کردند. ادیت، مانند بسیاری از بچه‌های دیگر خانودهٔ رنفرو، تحصیلات مدرسه دولتی خود را در گرینل به پایان رساند. او تنها کسی بود که در شهر ماند و به کالج گرینل رفت. وی در سال ۱۹۳۷ با گرایش روان‌شناسی و علم اقتصاد فارغ‌التحصیل شد. ادیت رنفرو نخستین زن سیاه‌پوستی بود که از این مرکز دانشگاهی فارغ‌التحصیل شد.
او که در دوران رکورد اقتصادی دانشجو بود، تعدادی شغل دانشجویی داشت و برای پس‌انداز کردن پولش، وعده‌های غذایی خود را در خانه می‌خورد. علیرغم شرایط زندگی سخت، او توانست در اجتماع دانشگاهی هم مشارکت داشته باشد. در مقاله‌ای در سال ۲۰۰۷ در مجله گرینل، از او نقل شده است که «این یک تجربه فوق‌العاده بود. من فقط بخشی از یک گروه بودم و از تمام فعالیت‌های گروهی که در گرینل داشتیم لذت بردم.» او همراه با دیگر دانش آموزان دختر در مهمانی‌های رقص و شام شرکت می‌کرد. او همچنین ورزش‌هایی از جمله بسکتبال و هاکی روی چمن انجام می‌داد.

## حرفه
پس از پایان دانشکده، ادیت برای جستجوی کار به شیکاگو نقل مکان کرد. او در آنجا در انجمن مسیحی مردان جوان و بعداً در دانشگاه شیکاگو کار کرد. او در شیکاگو با هنری تی. اسمیت آشنا شد و در ۲۵ می ۱۹۴۰، این زوج در خانه رنفرو در گرینل ازدواج کردند. آنها دو دختر به نام‌های ویرجینیا و آلیس به دنیا آوردند. ادیت سرانجام مجوز تدریس خود را کسب کرد و به مدت ۲۱ سال در سیستم مدرسه شیکاگو تدریس کرد. او عضو تالار مشاهیر معلمان سیاه‌پوست است. پس از بازنشستگی در سال ۱۹۷۶، او مشغول به فعالیت‌های داوطلبانه در گودویل و مؤسسه هنر شیکاگو شد و این کارش را تا نود سالگی ادامه داد.